# Nock (Schiffbau)

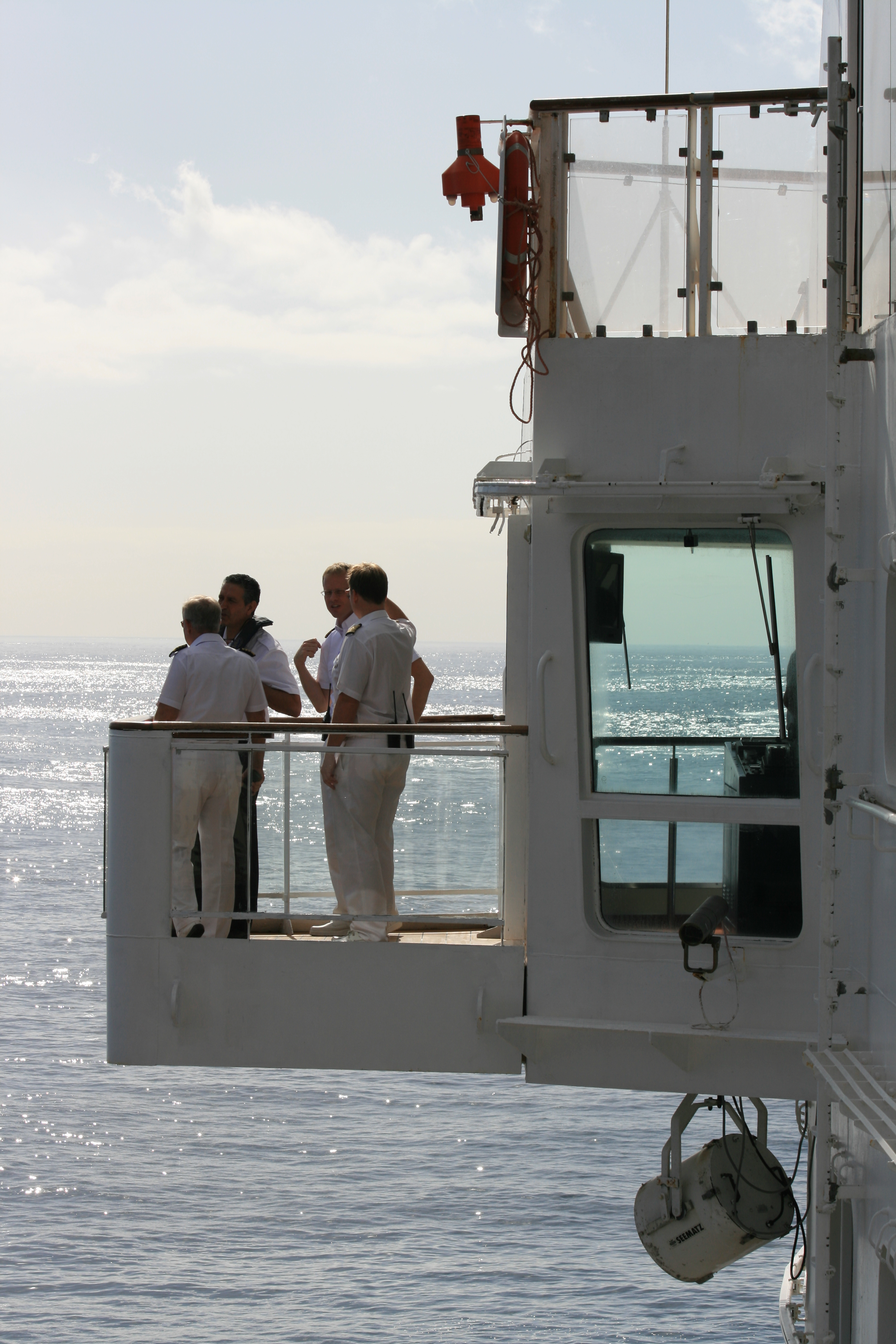
Brückennock der Mein Schiff 1

Nock (aus dem Niederländischen oder Plattdeutschen) bezeichnet in der Seefahrt zwei verschiedene Schiffsteile: einen Teil der Kommandobrücke und das freie Ende von Rundhölzern.

## Brückennock
Die Brückennock bezeichnet das offene Deck an jeder Seite des Ruderhauses bis zur maximalen Breite des Schiffes. Die Brückennock dient zum besseren Überblick, z. B. bei Hafenmanövern. Aus diesem Grund befinden sich dort auch Navigations- oder Bedienelemente für das Schiff. Bei Schiffen, die viel in nördlichen Gewässern fahren, ist die Nock oft integrierter Teil der Brücke, also nicht mehr offen.

## Rundholz
Zum anderen wird das äußerste Ende eines Rundholzes als Nock bezeichnet, besonders bei Rahen, Gaffeln oder Bäumen.
Allgemeiner bezeichnet der Begriff jedes der äußersten über das Segel ragenden Enden eines Rundholzes, an dem Segel angeschlagen werden. An den Nocken können Beschläge angebracht sein, z. B. ein Auge zum Befestigen der Schot, oder sie können die Umlenkrollen für Unterliekspanner und Reffleine aufnehmen.